# 角煙管魚
角烟管鱼（学名：Fistularia corneta）为烟管鱼科烟管鱼属的一种鱼类。主要分布于东太平洋沿岸，北至美国加利福尼亚州，南至秘鲁。体长最长可达1米。栖息深度为约30米。